# Decennio di Nanchino

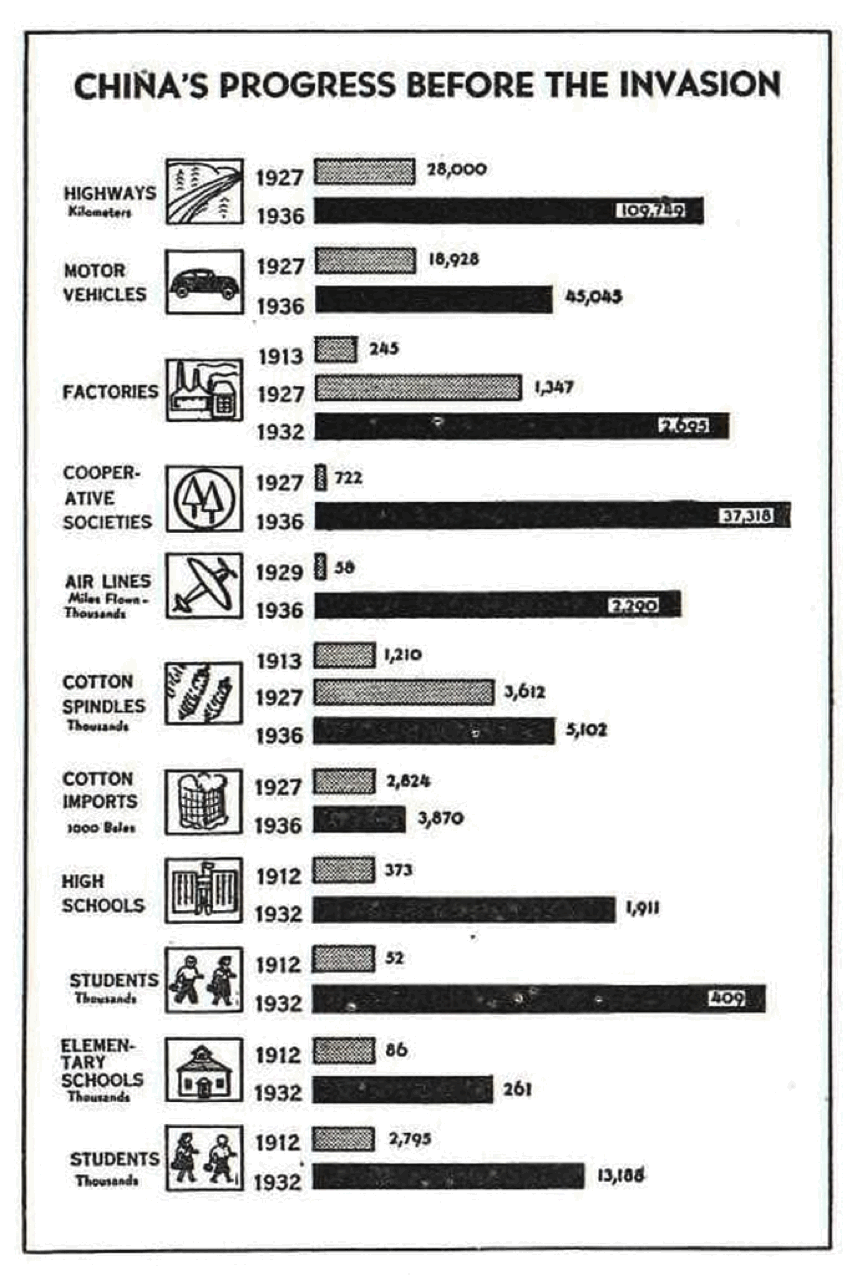

Decennio di Nanchino (南京十年S Nánjīng shí nián, o Decade d'oro, 黃金十年S Huángjīn shí nián) è un nome informale per indicare il decennio dal 1927 (o 1928) al 1937 nella Repubblica di Cina. Cominciò quando il Generalissimo Chiang Kai-shek prese Nanchino, spodestando la cricca di Zhili con a capo il signore della guerra Sun Chuanfang, a metà della Spedizione del Nord nel 1927. Chiang dichiarò Nanchino capitale nazionale nonostante l'ala sinistra del governo nazionalista indicasse Wuhan. La fazione di Wuhan cedette e la Spedizione del Nord continuò finché venne rovesciato il governo Beiyang a Pechino, nel 1928. Il decennio terminò con lo scoppio della seconda guerra sino-giapponese, nel 1937, e il ritiro del governo nazionalista a Wuhan. La crescita del PIL fu, in media, del 3,9 per cento all'anno dal 1929 al 1941 e il PIL pro capite dell'1,8 per cento circa.
Nanchino ebbe importanza simbolica e strategica. La dinastia Ming aveva reso Nanchino capitale, la repubblica era stata fondata lì nel 1912, e il governo provvisorio di Sun Yat-sen aveva avuto sede a Nanchino. La salma di Sun era stata portata e collocata in un grande mausoleo per consolidare la legittimità di Chiang che era nato nella provincia vicina e l'area esprimeva un forte sostegno popolare nei suoi confronti.
Il decennio di Nanchino fu segnato sia dal progresso che dalla frustrazione. Il periodo fu molto più stabile del precedente periodo dei signori della guerra. Ci fu abbastanza stabilità da consentire la crescita economica e l'avvio di ambiziosi progetti governativi, alcuni dei quali vennero poi ripresi dal nuovo governo della Repubblica popolare dopo il 1949. I diplomatici del governo nazionalista negoziarono il riconoscimento da parte dei governi occidentali e cominciarono ad emergere trattati ineguali. Imprenditori, educatori, avvocati, medici e altri professionisti furono più liberi di creare istituzioni moderne, più che in qualsiasi altro periodo precedente. Nello stesso tempo era in vigore la soppressione del dissenso da parte del governo, la corruzione e il nepotismo, la rivolta di numerose province, il conflitto all'interno del governo, la sopravvivenza e la crescita del Partito comunista cinese e una diffusa protesta contro l'incapacità del governo di fermare l'aggressione giapponese.

## Il partito-stato
L'organizzazione e la funzione del Kuomintang (KMT) come stato a partito unico derivavano dai Tre Principi del Popolo di Sun e dalla sua politica del "Dang Guo". Il primo principio era l'unione militare, che fu realizzata con la Spedizione del Nord, il secondo la "tutela politica", costituita da un governo provvisorio, guidato dal KMT, che avrebbe dovuto educare le persone sui loro diritti politici e civili, e il terzo il governo costituzionale. Nel 1928 il KMT si considerava aver realizzato il secondo principio.
Il KMT istituì il suo governo a cinque branche (basato sui Tre Principi del Popolo) usando la legge organica. Questo governo rinnegò la continuità con il defunto governo Beiyang che aveva goduto del riconoscimento internazionale,  tuttavia lo stato era ancora lo stesso, la Repubblica di Cina. Ciononostante, molti burocrati del governo Beiyang si riversarono a Nanchino per ottenere un impiego. 
Chiang fu eletto presidente del governo nazionale dal comitato esecutivo centrale del KMT nell'ottobre 1928. In assenza di una  Assemblea nazionale, prese il suo posto il congresso del partito del KMT. Dato che l'appartenenza al partito era un requisito per le posizioni di servizio civile, il KMT era pieno di carrieristi e opportunisti.
Il KMT era fortemente diviso in fazioni pro e anti-Chiang. La più grande fazione del partito, dopo la riunificazione, era quella pro-Chiang, la cricca di Whampoa, (ovvero l'Esercito Rivoluzionario Nazionale primo gruppo dell'esercito centrale), che rappresentava poco più della metà del numero dei membri del partito. Una sub-fazione di Whampoa era la famigerata Società delle Camicie Azzurre. Poi c'era la cricca CC, un gruppo civile pro-Chiang. Un terzo gruppo, la tecnocratica cricca di studi politici, era più liberale delle altre due fazioni pro Chiang. La prima Assemblea nazionale fu costituita dai membri del KMT, nel 1916 e queste tre fazioni si contendevano il favore di Chiang.
L'opposizione a Chiang proveniva sia dalla sinistra sia dalla destra. L'opposizione di sinistra era guidata da Wang Jingwei e conosciuta come "I riorganizzatori" mentre quella di destra era guidata da Hu Hanmin. Hu non creò mai o aderì ad una fazione, ma era visto come il capo spirituale dal Gruppo delle colline occidentali, guidato da Lin Sen. All'interno del partito c'erano anche persone che non facevano parte di alcuna fazione, come Sun Fo. Queste figure anti-Chiang erano in minoranza nel partito, ma detenevano un grande potere per la loro anzianità, a differenza di molti quadri pro-Chiang che si erano uniti solo durante o dopo la Spedizione del Nord. Chiang giocò abilmente con queste fazioni mettendole l'una contro l'altra. Il partito stesso fu ridotto a una semplice macchina di propaganda, mentre il vero potere era affidato a Chiang e all'Esercito Rivoluzionario Nazionale (NRA).

## Lotte interne al partito
Nel 1922, il KMT aveva costituito il Primo Fronte Unito con i comunisti per sconfiggere i signori della guerra e riunificare la Cina. Nell'aprile 1927, tuttavia, Chiang ruppe con i comunisti e li epurò dal Fronte Unito contro i desideri dei capi del KMT a Wuhan, che istituirono un governo rivale del KMT di Nanchino. La spaccatura e l'epurazione furono dannose per la Spedizione del Nord e permisero alla coalizione Zhili - Fengtian di lanciare un contrattacco che ebbe successo. La fazione di Wuhan, per lo più di sinistra, presto si sbarazzò dei comunisti e si riunì con Chiang a Nanchino. La Spedizione del Nord riprese, nel febbraio 1928, e portò alla riunificazione cinese alla fine dell'anno.
Alla fine della Spedizione, l'Esercito rivoluzionario nazionale era composto da quattro gruppi di armate: quella di Chiang cricca di Whampoa, Feng Yuxiang (Guominjun), Yan Xishan (cricca di Shanxi) e la Nuova cricca del Guangxi di Li Zongren. Chiang non aveva il controllo diretto delle altre tre e pertanto le considerava minacce.
Nel febbraio 1929, Li Zongren rimosse il governatore pro-Chiang di Hunan ma Chiang non fu d'accordo e i due si scontrarono a marzo, portando alla sconfitta di Li e alla (temporanea) espulsione dal KMT. Feng Yuxiang si ribellò il 19 maggio, ma venne umiliato quando metà del suo esercito disertò. Da ottobre a febbraio, i combattimenti ripresero con Wang Jingwei e Lin Sen che si erano uniti all'opposizione. Nel maggio del 1930 scoppiò la guerra delle Pianure centrali, mettendo a confronto Chiang con la fazione di Pechino di Yan Xishan, Feng Yuxiang, Li Zongren e Wang Jingwei. Benché vittorioso, il governo di Chiang andò in bancarotta. 
Nel 1931 Hu Hanmin tentò di bloccare la costituzione provvisoria di Chiang e fu messo agli arresti domiciliari. Ciò provocò un'altra rivolta di Chen Jitang, Li Zongren, Sun Fo e altre fazioni anti-Chiang che conversero su Guangzhou per istituire un governo rivale. La guerra fu evitata a causa dell'invasione giapponese della Manciuria, ma fece in modo che Chiang rilasciasse Hu e si dimettesse da presidente e primo ministro. L'influenza di Chiang fu ripristinata quando fu nominato presidente della Commissione degli affari militari all'inizio della guerra di Shanghai del 1932. Hu si trasferì a Guangzhou e guidò un governo autonomo a Liangguang.
Nel novembre 1933 scoppiò la Rivolta di Fujian, da parte di dissidenti KMT, che venne poi sedata nel gennaio del 1934.
Durante la seconda presidenza di Chiang, Hu Hanmin morì il 12 maggio 1936 e lasciò un vuoto di potere nel sud. Chiang voleva riempirlo con un lealista che avrebbe messo fine all'autonomia del sud. Chen Jitang e Li Zongren cospirarono per rovesciare Chiang, ma vennero politicamente annientati da corruzione e defezioni. Chen si dimise e la trama svanì. A dicembre  Chiang venne rapito da Zhang Xueliang e costretto ad allearsi con i comunisti nel Secondo Fronte Unito per combattere l'occupazione giapponese.
Inoltre, le cricche Ma e dello Xinjiang, entrambe affiliate al KMT, si fronteggiavano l'un l'altra nelle frange occidentali, dal 1931 al 1937, nelle Guerre dello Xinjiang quando il supporto dell'Unione Sovietica aiutò il gruppo Xinjiang a vincere. Lo Xinjiang divenne quindi un protettorato sovietico e rifugio sicuro per i comunisti. La cricca Ma combatté anche contro Sun Dianying nel 1934.
Il governo collaborazionista di Wang Jingwei durante la seconda guerra sino-giapponese può essere considerato come un'estensione di queste lotte di potere nel partito. 
Queste guerre civili consentirono a Chiang di estendere il proprio dominio diretto su undici provincie, dalle quattro che controllava poco prima dell'Incidente del ponte di Marco Polo. In questo senso, Chiang non poteva essere descritto come governante della Cina poiché era più un egemone.

## Soppressione dei comunisti e degli altri partiti
La guerra civile cinese, che iniziò con l'epurazione dei comunisti nel 1927, continuò fino alla formazione del Secondo Fronte Unito nel dicembre 1936. Durante questo periodo, i nazionalisti provarono ad annientare i comunisti usando campagne di accerchiamento. Il fallimento della prima strategia comunista di guerra urbana portò alla nascita di Mao Zedong che sosteneva la guerriglia. I comunisti erano molto più deboli nelle aree urbane a causa della repressione della polizia segreta condotta da Dai Li. Molti comunisti e sospetti simpatizzanti furono imprigionati, tra cui la moglie e la figlia di quattro anni di Nie Rongzhen.
Altri partiti che vennero pesantemente perseguitati furono il Partito della Gioventù Cinese e il Partito Democratico Cinese dei Contadini e dei Lavoratori. Rimasero banditi fino alla seconda guerra sino-giapponese, quando furono ammessi al Secondo Fronte Unito come parte della Lega Democratica Cinese.

## Conflitti con il Giappone e l'Unione Sovietica
- Guerra sino-sovietica
- Invasione sovietica dello Xinjiang
- Guerre dello Xinjiang
- Massacro di Nanchino
- Incidente di Jinan

## Riforme
Il primo governo della Cina sponsorizzò il programma di ingegneria sociale divenuto, nel 1934, il Movimento della nuova vita. Inoltre, le riforme non governative, come il Movimento per la ricostruzione rurale compì progressi sostanziali nell'affrontare i problemi delle campagne.

## Conclusione
Il decennio ebbe termine con la seconda guerra sino-giapponese. Essendo la sede del governo ubicata vicino alla costa, venne considerata vulnerabile e quindi la capitale venne spostata a Chongqing per tutta la durata della guerra. Mentre il trasferimento della capitale segnò la sua fine politica, la fine simbolica fu il Massacro di Nanchino dove morirono più di 300.000 persone durante l'occupazione giapponese.